# Esplanade des Invalides
Die Esplanade des Invalides ist eine große Grünfläche vor dem Hôtel des Invalides, die im 18. Jahrhundert auf dem Gelände der Prés-Saint-Germain angelegt wurde.

## Lage und Namensursprung
Der Name entspricht der Lage: Die Anlage befindet sich vor dem Hôtel des Invalides und erstreckt sich bis zum Seineufer am Quai d’Orsay mit der Pont Alexandre III.

## Geschichte
1704 wurde ein Teil der Pré-aux-Clercs (genannt «Prés-Saint-Germain») nach den Plänen des Architekten Robert de Cotte in einen großen rechteckigen Platz umgewandelt, der mit Gras besät und von mehreren Baumreihen gesäumt war. Die ursprüngliche Absicht war, hier einen Gemüsegarten für die Kriegsversehrten und einen Ort zu schaffen, an dem sie sich mit den Parisern treffen konnten. Auf diese Weise waren die Ancien combattant trotz ihrer Behinderung weniger isoliert.
Die ursprüngliche Esplanade erstreckte sich demnach vom Place des Invalides bis zur Rue de l’Université und das Zentrum wurde durch die Kreuzung zweier Straßen markiert: Avenue des Invalides (jetzt Avenue du Maréchal-Gallieni) und der Rue Saint-Dominique, die durch die Zusammenlegung des westlichen Teils (genannt "Saint-Dominique au Gros-Caillou") und des östlichen Teils (genannt "Saint-Dominique-Saint-Germain") 1838 entstand. Auf dieser Straßenkreuzung entstand zwischen 1804 und 1840 die Fontaine des Invalides. Mit dem Beschluss vom 4. Dezember 1720 zur Verbesserung des Viertels Gros-Caillou wurde die Esplanade nach Norden bis zum Quai d’Orsay verlängert.
Die Esplanade des Invalides war Schauplatz großer offizieller Ereignisse, wie zum Beispiel anlässlich der Feierlichkeiten zum 10. August 1793, der Industrieausstellung 1806, oder der Zeremonie der Rückgabe der Urne Napoleons am 15. Dezember 1840.

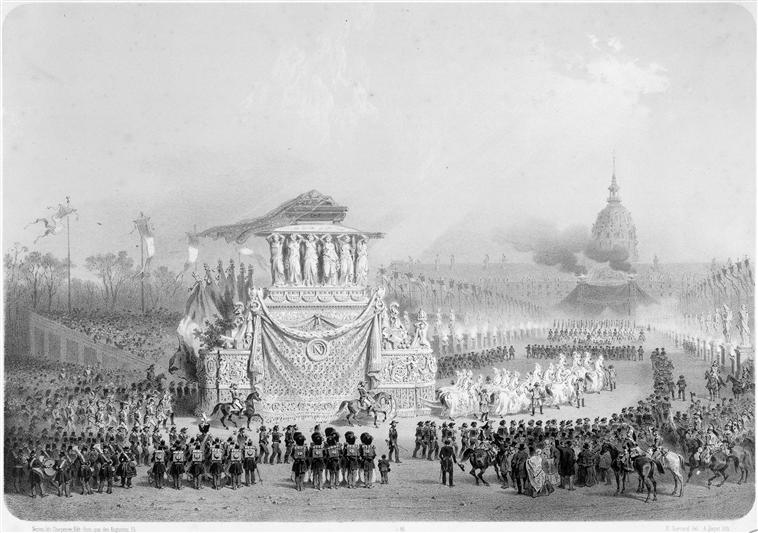
Der Umzug anlässlich der Rückgabe der Urne Napoleons am 15. Dezember 1840.
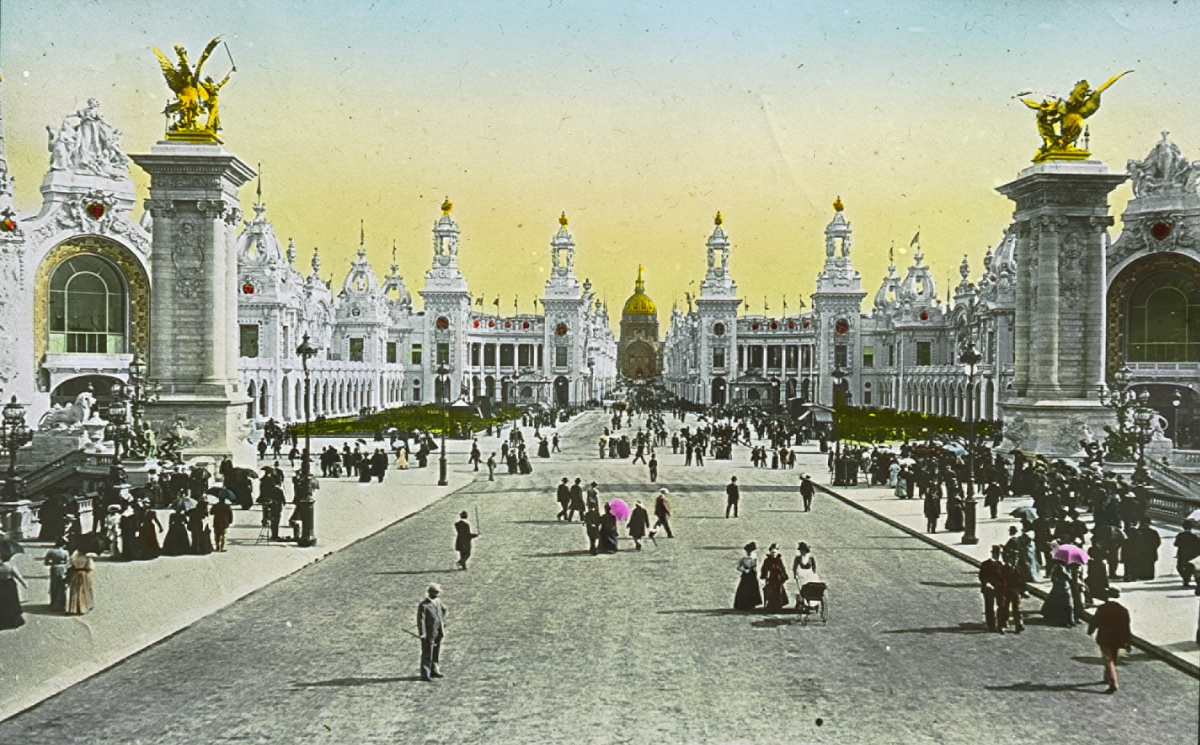
Die Esplanade im Jahr 1900 anlässlich der Weltausstellung
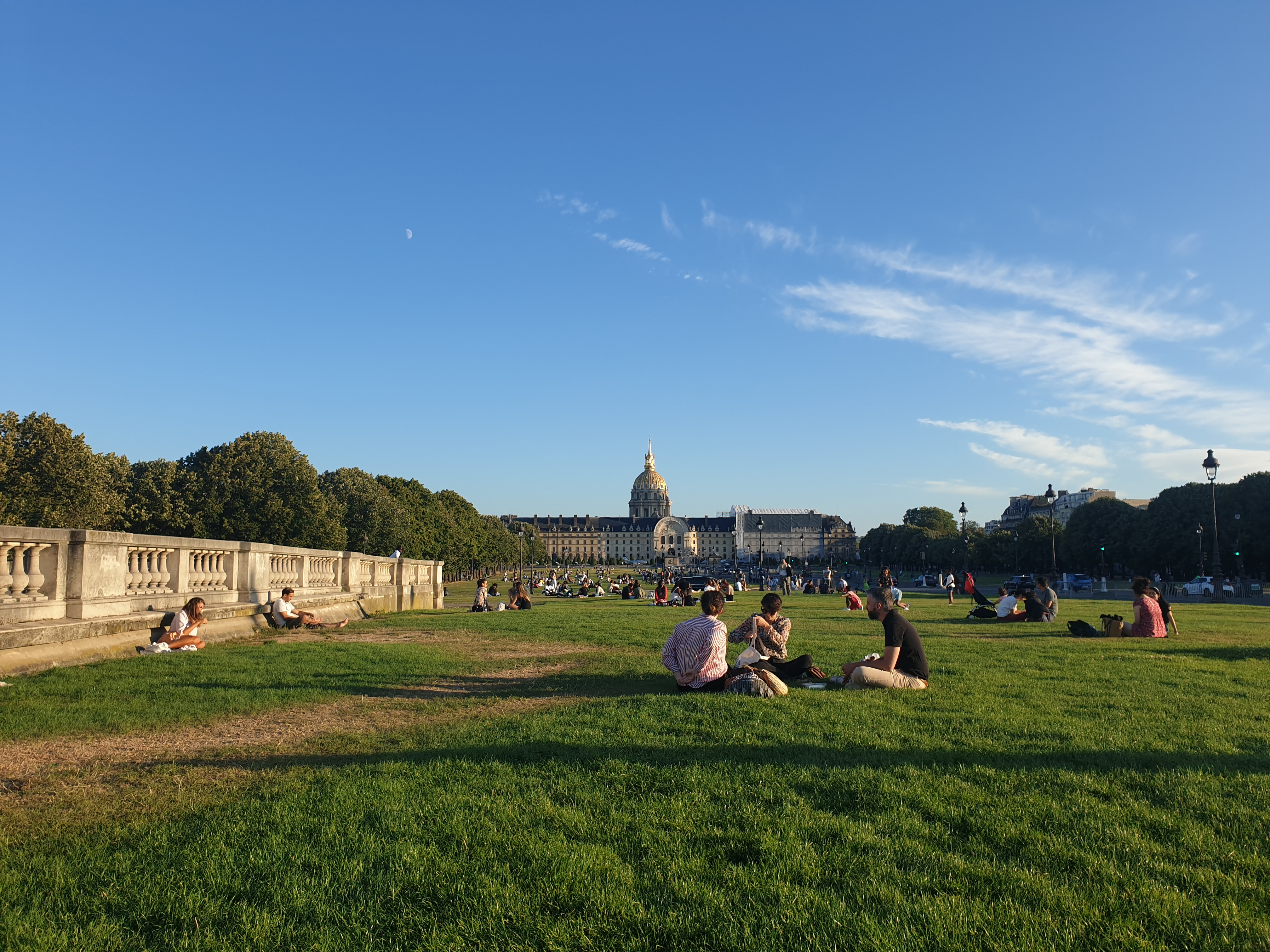
Esplanade des Invalides im Jahr 2022.

Ursprünglich war der französische Staat Eigentümer der Esplanade, sie wurde jedoch per Gesetz am 4. Juni 1853 an die Stadt Paris übertragen.
Während der Weltausstellung 1900 standen auf dem Platz viele Zelte. Durch die Fertigstellung der Pont Alexandre III wurde eine Verbindung mit der Avenue des Champs Élysées eröffnet.
Gleichzeitig wurde der neue Endbahnhof Gare des Invalides gebaut, der 1948 in ein Busterminal der Air France umgewandelt und 1979 an den RER C angeschlossen wurde.
Während der Olympischen Sommerspiele 2024 in Paris diente die Parkanlage als Austragungsort der Bogenschießwettkämpfe. Zudem war die Esplanade des Invalides Ziel der Marathonläufe und Start der Zeitfahrwettbewerbe im Straßenradsport.

## Im Film
- 2013: It Boy – Liebe auf Französisch von David Moreau